# Elecciones presidenciales de Tayikistán de 1999
Elecciones presidenciales se celebraron en Tayikistán el 6 de noviembre de 1999. El mandatario titular, Emomali Rahmon, obtuvo el 97,6% de los votos. La oposición, que había exigido que las elecciones se pospusieran, y planeó boicotearlas (pero revirtió su decisión unas horas antes de que comenzara la votación), describió el resultado como ilegal. Los observadores extranjeros también criticaron las elecciones, particularmente con respecto a los temas de registro de candidatos, acceso a los medios de comunicación e irregularidades en las elecciones, incluida la votación múltiple.
Se informó que la participación fue del 98.9% de los 2,866,578 votantes registrados.

## Resultados
| Candidato                 | Partido                                         | Votos     | %    |
| ------------------------- | ----------------------------------------------- | --------- | ---- |
| Emomali Rahmon            | Partido Democrático Popular de Tayikistán       | 2,749,908 | 97.6 |
| Davlat Usmon              | Partido del Renacimiento Islámico de Tayikistán | 59,857    | 2.1  |
| Ninguno de los anteriores | Ninguno de los anteriores                       | 7,051     | 0.3  |
| Votos nulos/en blanco     | Votos nulos/en blanco                           | 18,774    | –    |
| Total                     | Total                                           | 2,835,590 | 100  |
| Fuente: Nohlen et al.     |                                                 |           |      |